# Guy Demel
Guy Roland Demel (nascut el 13 de juny de 1981 a París) és un futbolista professional marfileny, que juga com a centrecampista o lateral dret.

## Carrera futbolística
Demel va iniciar la seua carrera professional jugant per a l'Olympique Nimes en la Lliga 2 de França. Va ser descobert i comprat pel club anglès de l'Arsenal FC, però després d'un any va ser transferit al club Borussia Dortmund d'Alemanya. Va deixar l'Arsenal amb nostàlgia tenint un desconcertant pas inicial a l'anar-se al Borussia Dortmund. Inicià el seu debut en la Bundesliga en el 2003, i des de la temporada 2005-06 juga com defensor dret en el Hamburger SV.
En el 2004 Demel, com a ciutadà francès, va adquirir un passaport marfileny. Així va ser convocat per la selecció de Costa d'Ivori, arribant a jugar la Copa Africana de Nacions en el 2006, sent a més nomenat per a l'esquadra que va disputar la Copa Mundial de Futbol de 2006.